# Bahnstrecke Ludwigshafen Hbf–Ludwigshafen BASF
Koordinaten: 49° 29′ 33″ N, 8° 26′ 22,6″ O
| Streckennummer (DB): | 3405 (Hbf–Südtor) 3402 (Südtor–Nord) |                                                |                                                |
| Kursbuchstrecke (DB): | 670.1 (seit 2017)                    |                                                |                                                |
| Streckenlänge: | 7 km                                 |                                                |                                                |
| Spurweite: | 1435 mm (Normalspur)                 |                                                |                                                |
| Streckenklasse: | D4                                   |                                                |                                                |
| Stromsystem: | 15 kV 16,7 Hz ~                      |                                                |                                                |
| Maximale Neigung: | 24,50 ‰                              |                                                |                                                |
| Minimaler Radius: | 211 m                                |                                                |                                                |
| Streckengeschwindigkeit: | ab km 0,2: 60 km/h                   |                                                |                                                |
| Zweigleisigkeit: | nein                                 |                                                |                                                |
| |                                      |                                                |                                                |
| \| \| 11,10000 \| von der A-Gruppe \| von der A-Gruppe \| \| \| 10,30000 \| Ludwigshafen (Rhein) BASF Pbf Nord \| Ludwigshafen (Rhein) BASF Pbf Nord \| \| \| 9,00000 \| Ludwigshafen (Rhein) BASF Pbf Mitte \| Ludwigshafen (Rhein) BASF Pbf Mitte \| \| \| 9,00400 \| 4 Rottstückerweg \| 4 Rottstückerweg \| \| \| 8,08400 \| 3 Chlorstraße \| 3 Chlorstraße \| \| \| 7,79400 \| 2 Indigostraße \| 2 Indigostraße \| \| \| 7,36200 \| 1 Bahnsteigstraße \| 1 Bahnsteigstraße \| \| \| 7,30000 \| Ludwigshafen (Rhein) BASF Pbf Süd \| Ludwigshafen (Rhein) BASF Pbf Süd \| \| \| 7,03400 2,34478 \| \| \| \| \| 2,33100 \| 157a Hemshofstraße \| 157a Hemshofstraße \| \| \| 2,00000 \| Ludwigshafen (Rhein) BASF Südtor \| Ludwigshafen (Rhein) BASF Südtor \| \| \| \| zum Hafen \| \| \| \| 1,90300 \| alter Straßenbahntunnel \| alter Straßenbahntunnel \| \| \| \| 3×B 44 (Kurt-Schumacher-Brücke) \| \| \| \| 1,80000 \| Ortsstraße \| Ortsstraße \| \| \| 1,47418 \| BASF-Tunnel (600,159 m) \| BASF-Tunnel (600,159 m) \| \| \| 0,91400 \| Geh- und Radweg \| Geh- und Radweg \| \| \| 0,71500 \| K 8 Lorientallee und Straßenbahnstrecke \| K 8 Lorientallee und Straßenbahnstrecke \| \| \| \| \| \| \| \| \| Strecken Hbf tief–Ültg Nord und Mannheim–Mainz \| \| \| \| \| \| \| \| \| 0,59500 \| Strecke Gbf–Ültg Nord \| Strecke Gbf–Ültg Nord \| \| \| \| nach Ludwigshafen Gbf \| \| \| \| 0,51000 \| B 44 \| B 44 \| \| \| \| Strecke Gbf–Ültg Nord \| \| \| \| \| B 37 \| \| \| \| \| Strecke Gbf–Ültg Süd \| \| \| \| 0,00000 \| Ludwigshafen (Rhein) Hbf tief \| Ludwigshafen (Rhein) Hbf tief \| \| \| \| von Ültg Nord \| \| \| \| -0,47300 \| von Mannheim \| von Mannheim \| \| \| \| nach Homburg (Saar) \| \| |                                      |                                                |                                                |
| Strecke | 11,10000                             | von der A-Gruppe                               | von der A-Gruppe                               |
| Haltepunkt / Haltestelle | 10,30000                             | Ludwigshafen (Rhein) BASF Pbf Nord             | Ludwigshafen (Rhein) BASF Pbf Nord             |
| Haltepunkt / Haltestelle | 9,00000                              | Ludwigshafen (Rhein) BASF Pbf Mitte            | Ludwigshafen (Rhein) BASF Pbf Mitte            |
| Bahnübergang | 9,00400                              | 4 Rottstückerweg                               | 4 Rottstückerweg                               |
| Bahnübergang | 8,08400                              | 3 Chlorstraße                                  | 3 Chlorstraße                                  |
| Bahnübergang | 7,79400                              | 2 Indigostraße                                 | 2 Indigostraße                                 |
| Bahnübergang | 7,36200                              | 1 Bahnsteigstraße                              | 1 Bahnsteigstraße                              |
| Haltepunkt / Haltestelle | 7,30000                              | Ludwigshafen (Rhein) BASF Pbf Süd              | Ludwigshafen (Rhein) BASF Pbf Süd              |
| Grenze | 7,03400 2,34478                      |                                                |                                                |
| Bahnübergang | 2,33100                              | 157a Hemshofstraße                             | 157a Hemshofstraße                             |
| Dienststation / Betriebs- oder Güterbahnhof | 2,00000                              | Ludwigshafen (Rhein) BASF Südtor               | Ludwigshafen (Rhein) BASF Südtor               |
| Abzweig geradeaus und ehemals nach links |                                      | zum Hafen                                      | zum Hafen                                      |
| Kreuzung mit U-Bahn mit Tunnelstrecke (Querstrecke außer Betrieb) | 1,90300                              | alter Straßenbahntunnel                        | alter Straßenbahntunnel                        |
| Strecke mit Straßenbrücke |                                      | 3×B 44 (Kurt-Schumacher-Brücke)                | 3×B 44 (Kurt-Schumacher-Brücke)                |
| Strecke mit Straßenbrücke | 1,80000                              | Ortsstraße                                     | Ortsstraße                                     |
| Tunnel | 1,47418                              | BASF-Tunnel (600,159 m)                        | BASF-Tunnel (600,159 m)                        |
| Strecke mit Straßenbrücke | 0,91400                              | Geh- und Radweg                                | Geh- und Radweg                                |
| Kreuzung mit U-Bahn geradeaus unten | 0,71500                              | K 8 Lorientallee und Straßenbahnstrecke        | K 8 Lorientallee und Straßenbahnstrecke        |
| |                                      |                                                |                                                |
| Kreuzung geradeaus unten |                                      | Strecken Hbf tief–Ültg Nord und Mannheim–Mainz | Strecken Hbf tief–Ültg Nord und Mannheim–Mainz |
| |                                      |                                                |                                                |
| Kreuzung geradeaus unten | 0,59500                              | Strecke Gbf–Ültg Nord                          | Strecke Gbf–Ültg Nord                          |
| Abzweig geradeaus und nach rechts |                                      | nach Ludwigshafen Gbf                          | nach Ludwigshafen Gbf                          |
| Strecke mit Straßenbrücke | 0,51000                              | B 44                                           | B 44                                           |
| Kreuzung geradeaus unten |                                      | Strecke Gbf–Ültg Nord                          | Strecke Gbf–Ültg Nord                          |
| Strecke mit Straßenbrücke |                                      | B 37                                           | B 37                                           |
| Kreuzung geradeaus unten |                                      | Strecke Gbf–Ültg Süd                           | Strecke Gbf–Ültg Süd                           |
| Bahnhof | 0,00000                              | Ludwigshafen (Rhein) Hbf tief                  | Ludwigshafen (Rhein) Hbf tief                  |
| Abzweig geradeaus und von links |                                      | von Ültg Nord                                  | von Ültg Nord                                  |
| Abzweig geradeaus und von links | -0,47300                             | von Mannheim                                   | von Mannheim                                   |
| Strecke |                                      | nach Homburg (Saar)                            | nach Homburg (Saar)                            |

Die Bahnstrecke Ludwigshafen (Rhein) Hbf–Ludwigshafen BASF Nord ist eine eingleisige, elektrifizierte Nebenbahn im rheinland-pfälzischen Ludwigshafen. Sie dient hauptsächlich dem Personenverkehr direkt ins Werksgelände der BASF SE, dem mit über 35 000 Beschäftigten größten Arbeitgeber in Rheinland-Pfalz. Eigentümer und Eisenbahninfrastrukturunternehmen der Strecke 3402 ist die BASF SE, der Strecke 3405 die DB Netz AG. Sie befindet sich vollständig innerhalb der Bahnhöfe Ludwigshafen (Rhein) Hbf und BASF Ludwigshafen (Rhein) Werksgelände.

## Geschichte
Im Jahr 2018 wurde die Strecke elektrifiziert, der Bahnsteig in BASF Mitte mit einer Länge von 210 m und einer Höhe von 760 mm neugebaut und der Bahnsteig in BASF Nord auf eine Länge von 210 m verlängert.

## Streckenverlauf

### Ludwigshafen Hbf

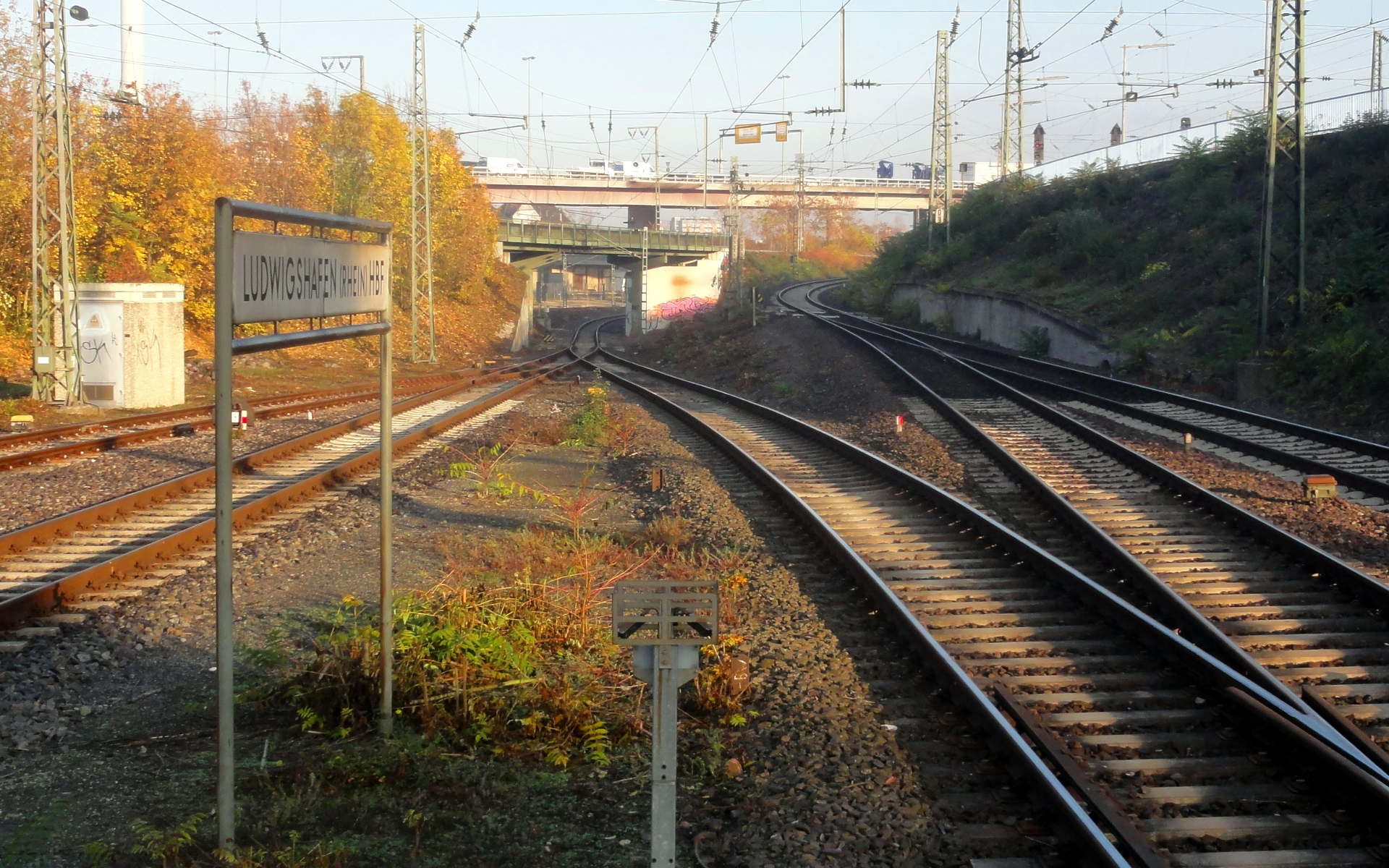
Die Strecke kurz hinter dem Bahnsteigende in Ludwigshafen Hbf

Die Strecke beginnt in Ludwigshafen Hbf in Kilometer −0,473 an der Weiche 108, wo sie nach links von der Strecke 3280 (Mannheim–Homburg) abzweigt und neben dem Vorfeld des Betriebswerks der DB Regio auf die linke Seite des Bahnsteigs F verläuft, wo sie das Gleis 10 bildet. Nahe dem Anfang des Bahnsteigdaches befindet sich der Nullpunkt der Kilometrierung. Im weiteren Verlauf befindet sich das Gleis im Linksbogen des Dreiecksbahnhofs. Außer von Gleis 10 ist die Strecke nur über Gleis 9 und das Nebengleis 14 zu erreichen. Die Strecke liegt in einem Rechtsbogen mit einem Radius von bis zu 211 m. Sie führt unter einer Brücke der Bundesstraße 44 hindurch und trifft auf ein aus Ludwigshafen Gbf kommendes Gleis. Mit größer werdendem Gefälle, bis hin zur mit 24,50 ‰ größten Neigung der Strecke, unterquert sie die Richtung Mainz führenden Strecken und erreicht ihren zweitniedrigsten Punkt um die Lorientallee zu unterqueren. Danach verläuft sie nach einer 12 ‰ steilen Rampe wieder auf Umgebungshöhe parallel zur B 44 bis zur südlichen Rampe des BASF-Tunnels.

### BASF-Tunnel
Am Beginn der 13,250 ‰ steilen südlichen Tunnelrampe befindet sich ein Bogenwechsel, es folgt ein Linksbogen mit einem Radius von 300 m bis kurz hinter dem Tunnelportal. Dieses befindet sich in km 1,175 und verfügte an seiner Randkappe bereits über ein Füllstabgeländer zur Absturzsicherung und eine horizontale Kragplatte als Vorbereitung für eine Elektrifizierung, die jedoch nicht mehr als ausreichender Berührungsschutz galt und deshalb ausgetauscht wurde. Hier befindet sich der mit 89,62 m ü. NN niedrigste Punkt der Strecke.
Der BASF-Tunnel wurde zwischen 1971 und 1974 in offener Bauweise erbaut. Er unterquert mehrere Gebäude und Straßen, unter anderem das Rathaus-Center, die Sumgaitallee, die Landesstraße 523 und die Straßenbahnstrecke nach Oppau. Richtung BASF liegt er in einer Steigung von 1,0 ‰. Er ist innen 6,24 m breit und (ohne Oberbau) 6,02 m hoch. Nach einem etwa 130 m langen geraden Stück verläuft er in einem Linksbogen mit einem Radius von bis zu 300 m. Im Zuge der Elektrifizierung wurde er mit einer Deckenstromschiene 5,05 m über Schienenoberkante ausgestattet. Aussparungen und Montagebolzen in der Tunneldecke waren hierfür bereits vorhanden. Außerdem erhielt er einen Rettungsweg und eine Tunnelnotbeleuchtung.
Kurz hinter dem nördlichen Tunnelportal unterquert die Strecke eine Ortsstraße, wo ebenfalls bereits Kragplatten vorhanden waren, die ausgetauscht wurden. Im Bereich der 12,500 ‰ steilen nördlichen Rampe wird ein nicht mehr an das Netz angebundener, ehemaliger Straßenbahntunnel überquert.

### Strecke Tunnel–BASF

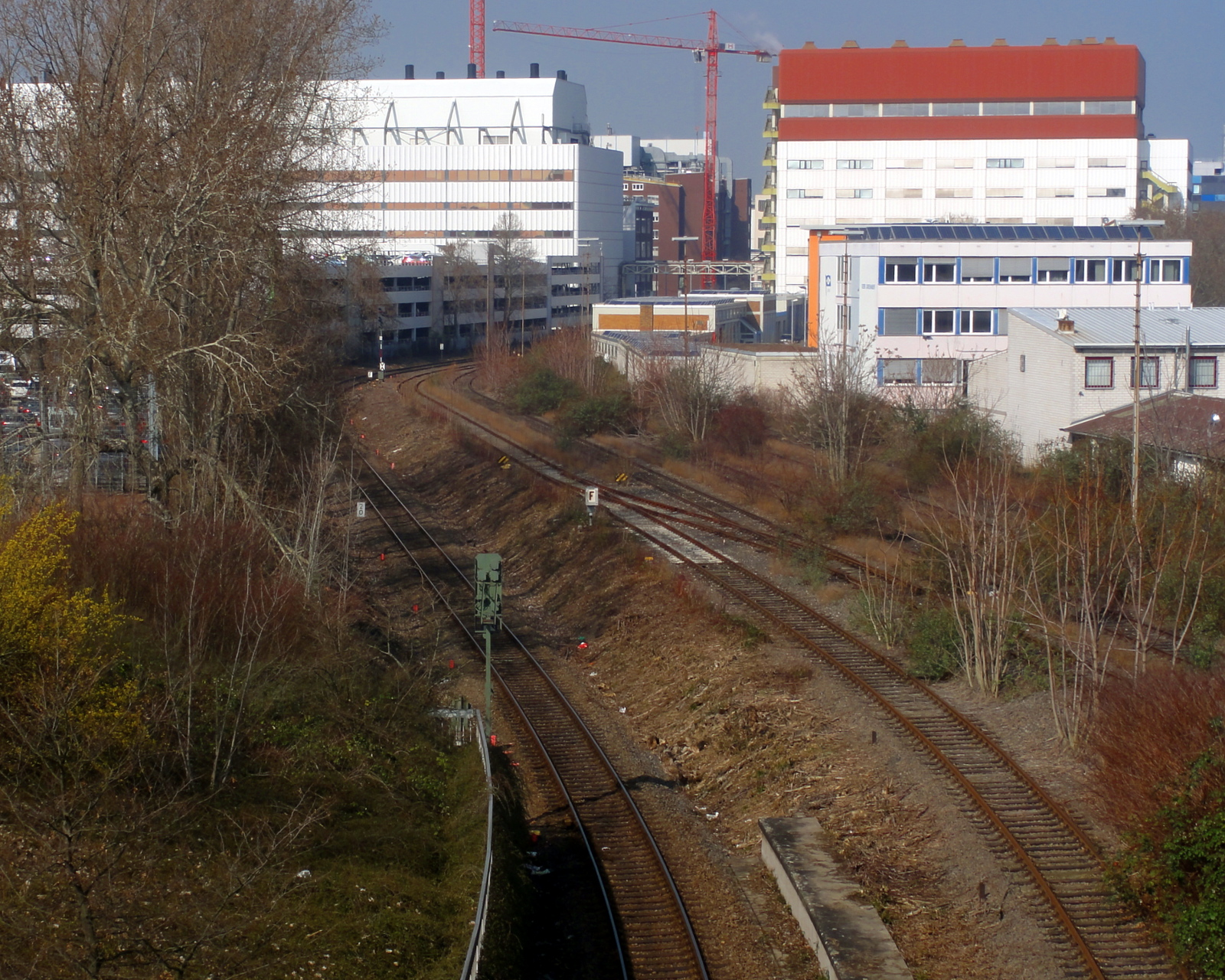
Überblick über die Gleise des Bahnhofsteils

Noch im Bereich der Tunnelrampe befindet sich die Weiche W510, die zu den weiteren Gleisen des Bahnhofsteils BASF Südtor führt. Dieser diente früher der Anbindung an den Hafen, jedoch sind die dorthin führenden Gleise schon länger mit der Rhein-Galerie überbaut. Deshalb wird diese Weiche ebenso wie die nicht mehr in Betrieb befindlichen Gleise 751 bis 757 zurückgebaut, nach dem das Gleis 751 nach oberbautechnischer Prüfung während der Baumaßnahme als Logistikgleis dienen soll. Am Ende der Rampe entsteht bei km 1,916 eine GSM-R-BTS. Auf den Gleisen 751 bis 756 wird ein Rettungsplatz angelegt. Das Zwischenvorsignal d, am Streckengleis Richtung BASF, steht mit 275 m trotz des mit 400 m bereits kurzen Bremsweg der Strecke im verkürzten Vorsignalabstand, ebenso das Zwischenvorsignal h mit 342 m.
Am Ende der Rampe wechselt die Strecke kurzzeitig zu einem Rechtsbogen und verläuft weiter gerade und mit einer Steigung von 0,48 ‰ bis zum Streckenwechsel. Kurz vorher befindet sich die bisher nicht, jedoch zukünftig über eine elektrische Weichenheizung beheizte elektrische Weiche 528, die ein zweites, rechts des Streckengleises liegendes Überholgleis anbindet, das früher über die Weiche 529 auch von den Gleisen 751 bis 754 aus erreichbar war. Direkt dahinter folgt der Bahnübergang 157a über die Hemshofstraße, dessen Sicherungsanlage die Bauform BliH BÜS 75D-Hp besitzt. Direkt hinter diesem folgt das Werkstor.

### BASF-Gelände bis Mitte

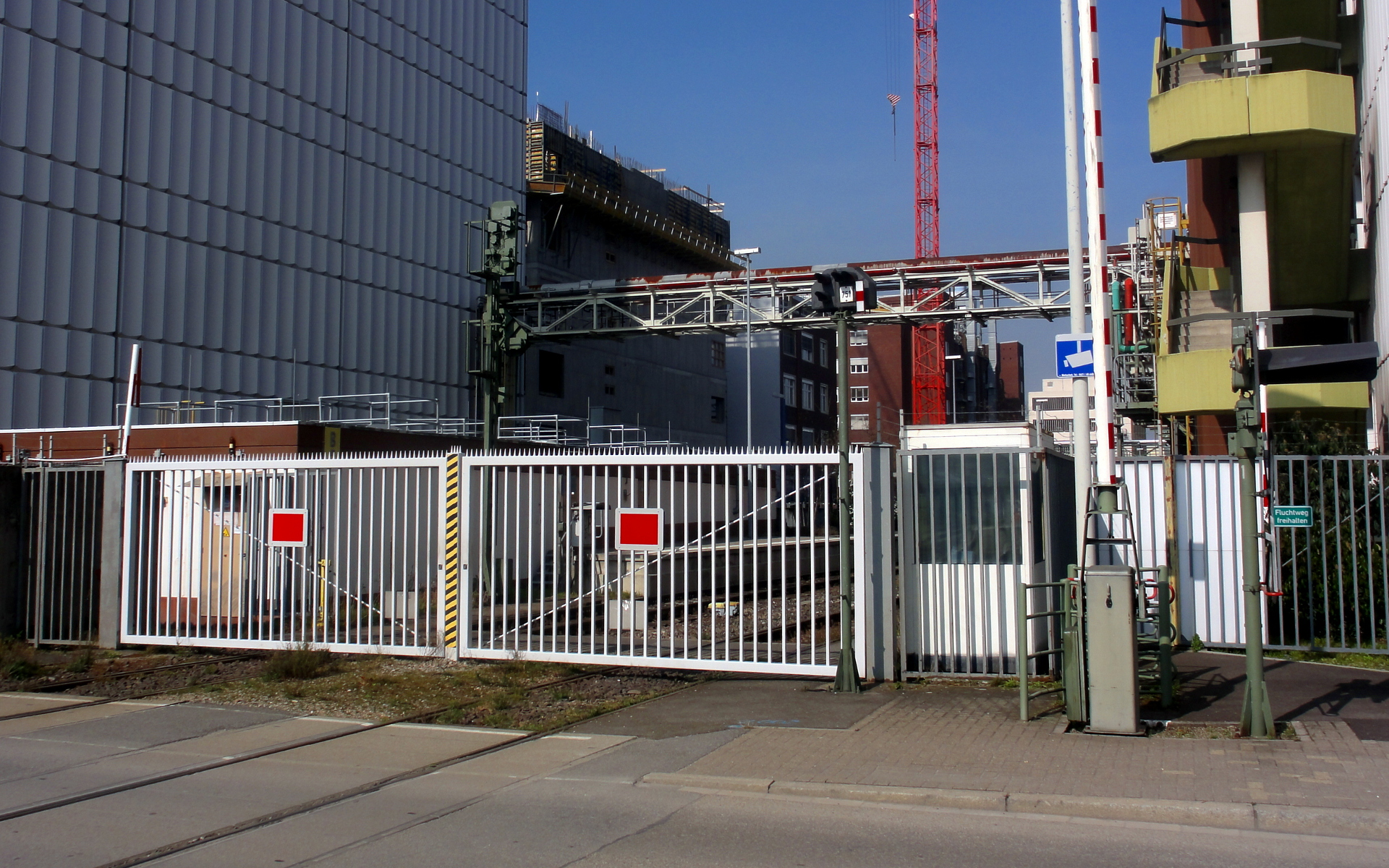
Werksgrenze zur BASF

Das Tor 7a der BASF ist ein handbedientes Gleistor, das über eine Schlüsselsperre in die Fahrstraßenabhängigkeit der Zwischensignale B, C und D des Stellwerks Luf eingebunden ist. Die Signale B und C verfügen über keinen Durchrutschweg, zusätzlich ist das Signal C ausnahmsweise links aufgestellt. Zwischen dem Stellwerk „Luf“ der DB und dem ESTW L90 „LBf“ der BASF, das sich im Gebäude Y115 in Höhe von km 13,625 befindet, ist kein Streckenblock, sondern nur ein Bahnhofsblock vorhanden.
Kurz hinter dem Werkstor befindet sich der Haltepunkt BASF Süd. Der Zugang zum 245 m langen und 78 cm hohen Außenbahnsteig des Streckengleises ist mittels Drehkreuzen gesichert und wird vom Werkschutz überwacht. Der Außenbahnsteig des Überholgleises ist unbenutzbar und soll dies nach dem Umbau bleiben. In km 7,156 wird der Bahnsteigzugang überquert. Hinter den Zwischensignalen U902 (Streckengleis) und U901 (Überholgleis) folgt in km 7,362 der Bahnübergang 1, dahinter führen die Gleise an der Weiche 1 wieder zusammen. Im weiteren Verlauf liegen links der Strecke Nebengleise, die in diesem Abschnitt keine Verbindung zur Strecke besitzen. Rechts befindet sich ein Abstellgleis, das vor dem Bahnübergang 2 mit der Weiche 2 an das Streckengleis angebunden ist, danach folgt ebenfalls rechts ein weiteres Abstellgleis, das entsprechend vor Bahnübergang 3 mit der Weiche 3 auf das Streckengleis trifft. Das erste dieser Gleise wird mit Gleis 1 zusammengefasst werden, wodurch dieses verlängert, Weiche 2 zur neuen Weiche 1, und Weiche 3 zur neuen Weiche 2 wird. Das von der bisherigen Weiche 3 abzweigende Gleis wird nichtelektrifiziert bleiben. Bisher wurde das Streckengleis hinter dem Bü um ungefähr vier Meter nach rechts verschwenkt, etwa in Kilometer 8,9 besteht mit den Weichen 6 und 7 eine Verbindung zu den links liegenden Nebengleisen, die weiter nach links hinter den Bahnübergang 4 in eine größere Gleisgruppe führen. Mit der Erneuerung wird das Streckengleis begradigt und verläuft in der Achse der bisher links liegenden Nebengleise. Die südlichen Nebengleise werden über die Weiche 3 neu angebunden.

### BASF-Gelände ab Mitte
Unmittelbar nach dem Bahnübergang 4 folgt der Haltepunkt BASF Mitte mit seinem 317 m langen und ungefähr 75 cm hohen Bahnsteig, dessen Zugang wie der des Hp Süd gesichert ist. Bei der Elektrifizierung wird das Streckengleis auch hier und bis zum Hp Nord weiter nach Westen verlegt, um einen ausreichenden Abstand zur östlich verlaufenden Rohrbrücke herzustellen, wozu der Bahnsteig neu gebaut wird. Der neue S-Bahn-typische Bahnsteig wird von km 9,0397 bis km 9,2497 reichen, und über eine mit Drehtüren gesicherte Rampe zugänglich sein. Westlich werden zwei Fahrradabstellanlagen entstehen. Die am nördlichen Bahnsteigende in Kilometer 8,910 liegende Weiche 8, die östlich liegende Nebengleise angebunden hat, wird zurückgebaut. Links der weiteren Strecke liegen die Gleisgruppen E und C. In diesem Bereich entsteht das neue ESTW-A. Die westlich liegenden Nebengleise E001 und E002 werden weiter nach Westen verlegt, das Gleis E003 gekürzt.
Kurz vor dem Haltepunkt BASF Nord zweigt ein weiteres Hauptgleis nach links ab. Das Streckengleis wird während der ersten etwa 50 m des Bahnsteigs um etwa fünf Meter nach rechts unter eine Rohrbrücke verschwenkt. Der ungefähr 76 cm bis 79 cm hohe Mittelbahnsteig hat auf der östlichen Seite eine Nutzlänge von 185 m, auf der westlichen, wo er auf 210 m verlängert wird, 174 m und ist nördlich über einen Treppenaufgang einer Personenunterführung erreichbar, der südliche Treppenaufgang ist unzugänglich und wird reaktiviert. Der Bahnsteigzugang wird in km 10,210 überquert. Der überdachte Zugangsbereich ist ebenfalls mittels Drehkreuz gesichert, der Bahnsteig wird vom Werkschutz überwacht. Damit keine unautorisierten Personen ins Werksgelände eindringen können, werden die Gleise eingezäunt und mit Gleistoren versehen, ebenso am Hp Mitte. Ungefähr 100 m hinter dem Bahnsteigende bei etwa km 10,3 schwenkt das Gleis nach links bis auf Höhe des anderen Hauptgleises und schließt sich mit diesem an der Weiche 18 zusammen.
Am Übergang zur bestehenden Oberleitung der Strecke 3411 (Oggersheim–BASF Ubf) entsteht bei km 10,48 eine Schutzstrecke.
Die Strecke im Werksgelände ist eine vollwertige Nebenbahn nach EBO. Die Streckengeschwindigkeit bis zum Haltepunkt Nord beträgt 40 km/h. Ab dort sind nur Rangierfahrten mit höchstens 25 km/h möglich. Die Gleise bestehen überwiegend aus Holzschwellen auf Schotteroberbau und Schienen der Bauform S49, vereinzelt sind noch Länderbahn-Bauformen und Betonschwellen verbaut. Mit der Erneuerung sollen auf Wunsch der BASF die billigeren S49-Schienen verbaut werden, während auf der DB-Strecke bereits S54-Schienen verbaut sind. Im Werksbereich werden mehrere Rohrbrücken gequert und fast im kompletten Streckenverlauf innerhalb des Werks verlaufen Rohrbrücken parallel. Auf allen Bahnsteigen befinden sich Fahrgastinformationsanlagen, eine Lautsprecheranlage, eine Uhr, ein Fahrkartenautomat und ein Entwerter. Alle vier bisher genannten Bahnübergänge sind EBÜT80-Anlagen mit Lichtzeichen, Halbschranken und Hauptsignaldeckung, mit der Erneuerung werden alle durch LzH/F-Hp-Anlagen ersetzt. Außerdem gibt es in km 8,683 einen Fußgänger-Bahnübergang als nördlichen Zugang zur Lagerstraße, der mittels Drehkreuz gesichert ist. Dieser wird zurückgebaut und der Bereich entsprechend gesichert. Des Weiteren befindet sich unmittelbar nördlich des Südtors in km 7,037 ein mit handbetriebenen Schranken gesicherter Überweg, der nach dem Umbau des Tores durch dieses bei geöffneter Stellung vollabgeschlossen wird.
Das Werkschutz-Gebäude B701, sowie die früheren Stellwerksgebäude B109 und B708 werden abgerissen, wobei anstelle des letzteren das neue ESTW-A-Gebäude bei km 9,032 erbaut wird. Es wird vom ESTW LBf gesteuert und stellt den Bereich von km 7,1 bis km 10,4. Es wird weiterhin das H/V-Signalsystem mit Signalen in Kompaktbauform angewendet.

## Fahrzeugeinsatz

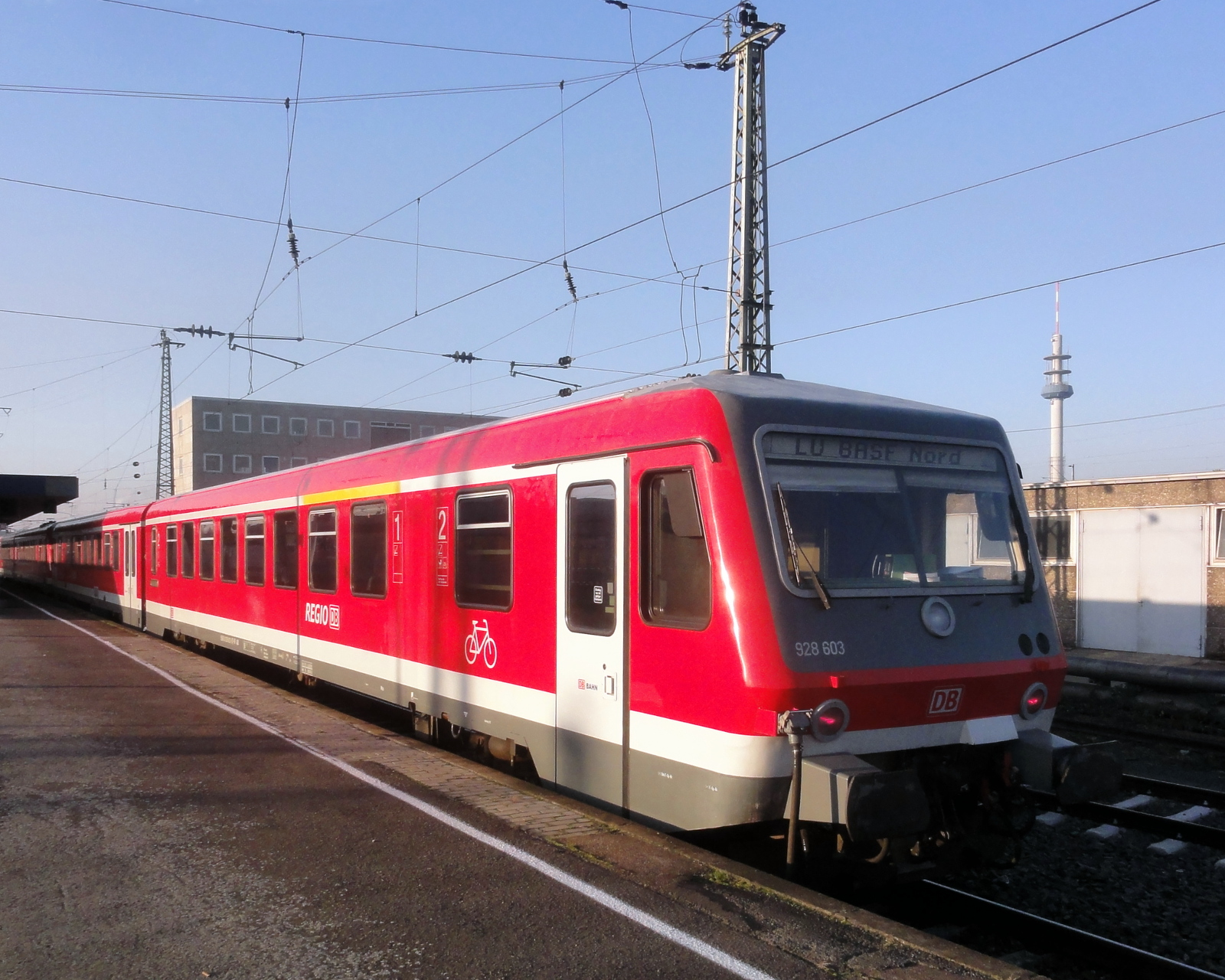
Aus der BASF zurückgekommener Triebwagen der DB-Baureihe 628

Vor der Elektrifizierung setzte die Deutsche Bahn bis 2018 Dieseltriebwagen der Baureihe 628 ein.
Die S-Bahn-Züge werden aus modernisierten Triebzügen der Baureihe 425 gebildet. In den Regionalbahn-Zügen setzt DB Regio Alstom Coradia LINT der Baureihen 622 und 623 ein.

## Verkehr

### Personenverkehr
Vor der Elektrifizierung 2018 verkehrten Regional-Express- und Regionalbahn-Züge Richtung Neustadt und Germersheim auf der Strecke.
2022 verkehren im Personennahverkehr S-Bahn-Züge der Linie S 44 der S-Bahn Rhein-Neckar montags bis freitags zwischen etwa 5:00 Uhr und 19:00 Uhr zwischen Ludwigshafen Hbf und Ludwigshafen BASF Nord im Stundentakt. Zu den Hauptverkehrszeiten zwischen 6:00 Uhr und 8:00 Uhr nach BASF Nord sowie zwischen 15:00 Uhr und 17:00 Uhr in Gegenrichtung wird der Verkehr durch jeweils 5 bzw. 6 Verstärkerzüge der S-Bahn, die größtenteils auf die Linien S 1, S. 2, S. 3 oder S 4 durchgebunden werden, verdichtet. Zudem verkehrt morgens ein Regionalbahn-Zug der Linie RB 46 von Ramsen sowie abends ein Zug der Linie RB 35 nach Bingen (Rhein) Stadt. An Samstagen, Sonn- und Feiertagen verkehren drei S-Bahn-Zugpaare, morgens zwei und nachmittags eins.
Alle Reisezüge halten in BASF Süd und BASF Mitte und benötigen für die Fahrt zwischen Ludwigshafen Hbf und BASF Nord etwa 11 Minuten. Die Zu- oder Rückführung der Fahrzeuge erfolgt teilweise als Leerzug über die Bahnstrecke Ludwigshafen-Oggersheim–Ludwigshafen BASF.
Der Zutritt von den Bahnsteigen ins Werk ist nur mit einem gültigen Werksausweis möglich.

### Güterverkehr
Bei einer Sperrung der Strecke Ludwigshafen-Oggersheim–Ludwigshafen BASF werden Güterzüge aus dem Werk über die Strecke Ludwigshafen Hbf–Ludwigshafen BASF nach Ludwigshafen Hbf umgeleitet.